# Saxifraga diversifolia
Saxifraga diversifolia är en stenbräckeväxtart som beskrevs av Nathaniel Wallich. Saxifraga diversifolia ingår i Bräckesläktet som ingår i familjen stenbräckeväxter. Utöver nominatformen finns också underarten S. d. angustibracteata.